# Rhombozoa
Embranchement
Classe
L'embranchement des Rhombozoa, ou Dicyemida s.l., ne comprend qu'une centaine d'espèces parasites des reins de céphalopodes.

## Classification
Classe Dicyemidea von Köllicker, 1882 synonyme Moruloidea ou Planuloidea
- Dicyemida van Beneden, 1882
  - Dicyemidae van Beneden, 1882
    - Dicyema von Koelliker, 1849
    - Dicyemennea Whitman 1883 synonyme Dicyemina van Beneden 1876
    - Dicyemodeca Wheeler 1897 synonyme Pleodicyema Nouvel 1961
    - Dodecadicyema Kalavati & Narasimhamurti, 1980	
    - Pseudicyema Nouvel, 1933	

  - Kantharellidae Czaker, 1994
    - Kantharella Czaker, 1994
- Heterocyemida van Beneden 1882
  - Conocyemidae Stunkard, 1937
    - Conocyema van Beneden, 1882
    - Microcyema van Beneden, 1882